# Galeria Nacional das Ilhas Caimão
A Galeria Nacional das Ilhas Cayman (NGCI) é um museu de arte em George Town, nas Ilhas Caimão. Fundado em 1996, o NGCI é uma organização artística que busca cumprir a sua missão através de exposições, residências artísticas, programas de educação / extensão e projetos de pesquisa nas Ilhas Caimão.
O NGCI é uma instituição sem fins lucrativos, vinculada ao Ministério da Saúde e Cultura.
Abriga as obras de membros da história da arte das Ilhas Caimão, incluindo Gladwyn K. Bush, Charles Long, Bendel Hydes, Davin Ebanks, Simon Tatum, John Reno Jackson, Nickola McCoy Snell, Nasaria Sukoo-Cholette, The Native Sons, Al Ebanks, Wray Banker, Randy Chollette, Chris Christian, Gordon Solomon, Miguel Powery e Horacio Esteban.